# Czekając na barbarzyńców (powieść)
Czekając na barbarzyńców (ang. Waiting for the barbarians) – powieść historyczno-fantastyczna południowoafrykańskiego noblisty, Johna Maxwella Coetzee, z 1980 roku. 
Opowieść o oczekiwaniu na rzekomo planowany przez barbarzyńców najazd na peryferyjną miejscowość fikcyjnego Imperium. Narracja prowadzona jest z perspektywy bezimiennego głównego bohatera, zarządcy miasta.
Tytuł nawiązuje do identycznie zatytułowanego symbolicznego wiersza nowogreckiego poety Konstandinosa Kawafisa z 1904 r. Natomiast pod względem nastroju i fabuły utwór bliski jest wydanej w 1940 r. i później ekranizowanej (1976) powieści Pustynia Tatarów (Il deserto dei Tartari) włoskiego pisarza Dino Buzzatiego.
Powieść Coetzee również została zekranizowana w 2019 przez Ciro Guerrę jako filmowy dramat pod tym samym tytułem, a jego światowa premiera odbyła się we wrześniu tegoż roku na 76. Międzynarodowym Festiwalu Filmowym w Wenecji.

## Treść

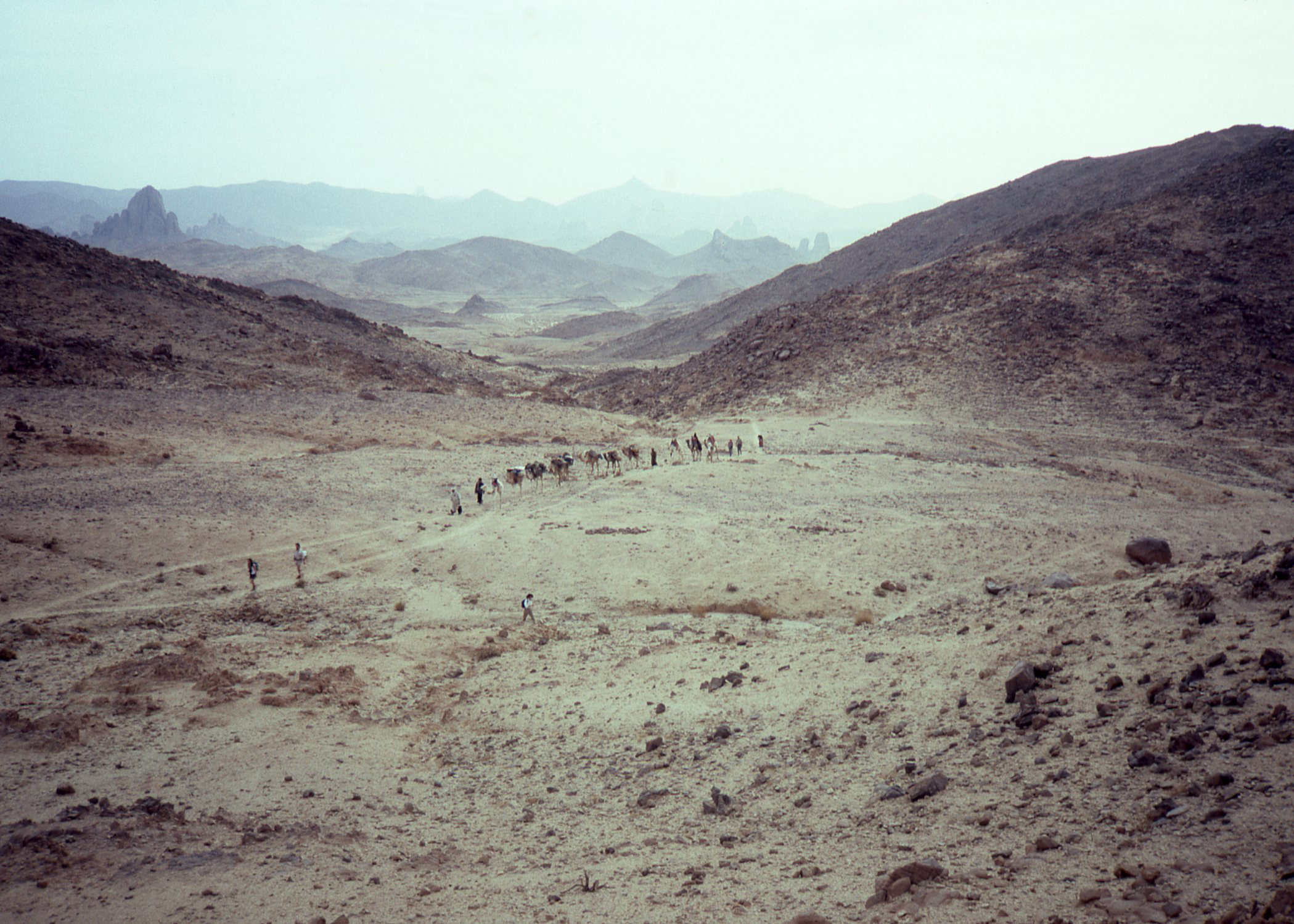
Dobrnęliśmy do podnóża gór. Daleko przed nami tajemniczy jeźdźcy mozolnie wspinają się korytem wyschniętego strumienia… W miarę jak teren staje się bardziej skalisty, posuwamy się coraz wolniej.

W położonym na pustyni mieście zjawia się pułkownik tajnej policji Joll, odpowiedzialny za rozpoznanie przed ekspedycjami karnymi wymierzonymi przeciwko szykującym się do wojny barbarzyńcom, zamieszkującym pustynie wzdłuż granic Imperium. Dla zdobycia wiadomości oficer dokonuje przesłuchań miejscowych osób, nie cofając się przed stosowaniem tortur. Jedną z jego ofiar jest młoda dziewczyna z barbarzyńskiego plemienia, która półociemniała i okaleczona, zostaje przygarnięta przez tolerancyjnego sędziego pełniącego funkcję miejscowego zarządcy. Pomiędzy obojgiem wkrótce wytwarza się specyficzna więź uczuciowa pogłębiona zbliżeniem seksualnym pomiędzy starszym mężczyzną a młodą dziewczyną. Pragnąc wynagrodzić okrutne przeżycia, sędzia decyduje się odprowadzić dziewczynę do jej współplemieńców i samowolnie podejmuje trudną wyprawę na tereny barbarzyńców. Po powrocie, oskarżony o kontakty z nieprzyjacielem, zostaje aresztowany i poddany poniżającemu traktowaniu. Nienormalna sytuacja od początku rodzi w nim rosnący bunt przeciw bezmyślnym represjom, które mają pozorować skuteczne działania. Kiedy powracająca do miasta ekspedycja karna sprowadza nowych jeńców, jest świadkiem publicznego torturowania niewinnych pojmanych. Przeciwstawiając się bezsensownej przemocy, z sędziego staje się podsądnym i z woli pułkownika sam zostaje poddany śledztwu i torturom dokonywanym przez bezwzględnego sierżanta Mandela. 
Tymczasem pułkownik Joll wyprawia się z kolejną ekspedycją, a narastająca psychoza zapowiadanego najazdu barbarzyńców sprawia, że do miasta napływają liczni uciekinierzy, narasta żołnierskie bezprawie, pogłębia się anarchia i braki w zaopatrzeniu. W tej sytuacji część ludności gromadnie opuszcza miasto, zaś ignorowany przez bezkarne wojsko sędzia nie zostaje postawiony przed sądem, ani też przywrócony na poprzednie stanowisko. Do miasta powracają wreszcie resztki ekspedycji karnej, zdziesiątkowanej, wyniszczonej przez warunki klimatyczne i nieznajomość terenu. Zbrodniczy pułkownik Joll z niedobitkami ratuje się pospieszną ucieczką. Sami barbarzyńcy w ogóle się nie pojawiają.

## Cechy powieści
Autor nadał jej charakter wyznań człowieka, który popadł w wewnętrzny konflikt pomiędzy sumiennym spełnianiem funkcji lojalnego urzędnika państwowego a koniecznością odrzucenia brutalnych metod stosowania władzy politycznej. Jest to zarazem studium osamotnienia starego człowieka w zaskakujących i ekstremalnych warunkach. Miejscowy sędzia jako dotychczasowy zarządca miasta zostaje niespodziewanie postawiony wobec wyboru: albo stać nadal na straży przestrzeganego prawa, teraz wykorzystywanego niesprawiedliwie – albo w imię wyznawanych zasad zbuntować się przeciw systemowi władzy, którą formalnie wciąż reprezentuje. Wraz z nim głównymi uczestnikami zdarzeń rozgrywających się w fikcyjnej rzeczywistości jest zaledwie kilka postaci, a temat powieści również jest porównywalny z tematem antycznej tragedii. Jej atmosferę przypomina też osadzenie fabuły w mrocznej scenerii i sugestywnie przedstawionej sytuacji niepokoju i zagrożenia. W werdykcie przyznającej noblowską nagrodę Akademii Szwedzkiej określono ten utwór jako „thriller polityczny, rodem z tradycji Conradowskiej, w którym prostoduszność idealisty otwiera drzwi okrucieństwu“.